# Giro dei Tre Mari
Il Giro dei Tre Mari è stata una corsa a tappe di ciclismo su strada maschile italiana che si disputava nelle regioni del Sud Italia. La corsa venne organizzata solo quattro volte e solo due di esse, le prime, consecutivamente, tuttavia, pur nella sua brevità e nella sua saltuarietà, la competizione ha lasciato un certo ricordo nelle regioni che attraversava.
Il nome derivava dal fatto che il percorso toccava i tre mari dell'Italia meridionale, il Mar Adriatico, il Mar Jonio e Mar Tirreno.
Il plurivincitore di tappa della manifestazione fu Ottavio Pratesi che si aggiudicò, oltre alle classifiche finali delle edizioni del 1919 e 1920, un totale di otto frazioni, segue Giuseppe Pifferi con cinque vittorie, mentre il belga Hubert Deltour è stato l'unico ciclista straniero che abbia vinto tappe in questa competizioni, tre, tutte nel 1938.

## Albo d'Oro
| Anno                    | Vincitore        | Secondo         | Terzo              |
| ----------------------- | ---------------- | --------------- | ------------------ |
| 1919                    | Ottavio Pratesi  | Eberardo Pavesi | Rinaldo Spinelli   |
| 1920                    | Ottavio Pratesi  | Giosuè Lombardi | Pietro Aimo        |
| 1921-1937 non disputato |                  |                 |                    |
| 1938                    | Enrico Mollo     | Walter Generati | Attilio Masarati   |
| 1939-1948 non disputato |                  |                 |                    |
| 1949                    | Pasquale Fornara | Aldo Ronconi    | Virginio Salimbeni |